# Perditorulus insulensis
Perditorulus insulensis är en stekelart som beskrevs av Christer Hansson 2004. Perditorulus insulensis ingår i släktet Perditorulus och familjen finglanssteklar. Inga underarter finns listade i Catalogue of Life.